# Agnieszka Kozyra
Agnieszka Kozyra (ur. 1963) – japonistka, profesor belwederski (stanowisko: profesor Uniwersytetu Warszawskiego i profesor nadzwyczajny Uniwersytetu Jagiellońskiego).

## Życiorys
Absolwentka Uniwersytetu Warszawskiego (1986), a także Studium Religioznawstwa na Wydziale Filozofii i Socjologii UW. Doktorat na temat: W poszukiwaniu tożsamości japońskiego chrześcijanina – twórczość Uchimury Kanzō obroniła w 1994 roku. Rozprawa habilitacyjna pt.: Filozofia zen (2005). Główne kierunki badań: historia filozofii i religii Japonii. 
Członek Zarządu Europejskiego Stowarzyszenia Studiów Japonistycznych (European Association for Japanese Studies) w kadencji 2000–2003 oraz 2003–2006. Prezes Polskiego Stowarzyszenia Badań Japonistycznych (kadencja 2006–2010).
Agnieszka Kozyra przebywała na stażach zagranicznych oraz prowadziła wykłady:
- 1986 – Osaka City University – Japanese Ministry of Education Fellowship
- 1992 – Oxford, Pembroke College – Soros Scholarship
- 1996 – Osaka City University Fellowship
- 1995 – University of Cambridge – Takashima Foundation Scholarship
- 1998 – L’École française d’Extrême-Orient (EFEO) – Takashima Foundation Scholarship
- 2002 – International Research Center for Japanese Studies, Kyoto – Japan Foundation Fellowship
- 2004–2005 – International Research Center for Japanese Studies, Kyoto Visiting Professor
- 2008 – International Research Center for Japanese Studies, Kioto, Takashima Foundation Scholarship
- 2010 – International Research Center for Japanese Studies, Kioto, Takashima Foundation Scholarship
- 2016 – Showa Women University, Tokio, Visiting Professor, Japan Foudantion Scholarship
- 2016 – International Research Center for Japanese Studies, Kioto, Takashima Foundation Scholarship

## Główne publikacje
- Nitobe Inazō no kirisutokyōteki bushidō (Chrześcijańskie bushidō Nitobe Inazo), w: Nitobe Inazō kenkyū nr 6, s. 177-187, Tōkyō 1997
- Eastern nothingness in Nishida Kitarō and Lin-chi, w: Logique du lieu et depassement de la modernite, vol. I, red. Augustin Berque, Ousia, Bruxelles 1999
- Nihon to seiyō ni okeru Uchimura Kanzō (Pomiędzy Wschodem a Zachodem – myśl religijna Uchimury Kanzō), Kyōbunkan, Tōkyō 2001
- Filozofia zen, PWN, Warszawa 2004
- Filozofia nicości Nishidy Kitarō, Nozomi, Warszawa 2007
- Estetyka zen, Wydawnictwo Trio, Warszawa 2010
- Mitologia japońska, Wydawnictwo Szkolne PWN, 2011
- Zen a sztuki walki (red.), Wydawnictwo Japonica, 2015
- Cielesność w kulturze Japonii (red.), Wydawnictwo Japonica 2016